# 산디아산맥

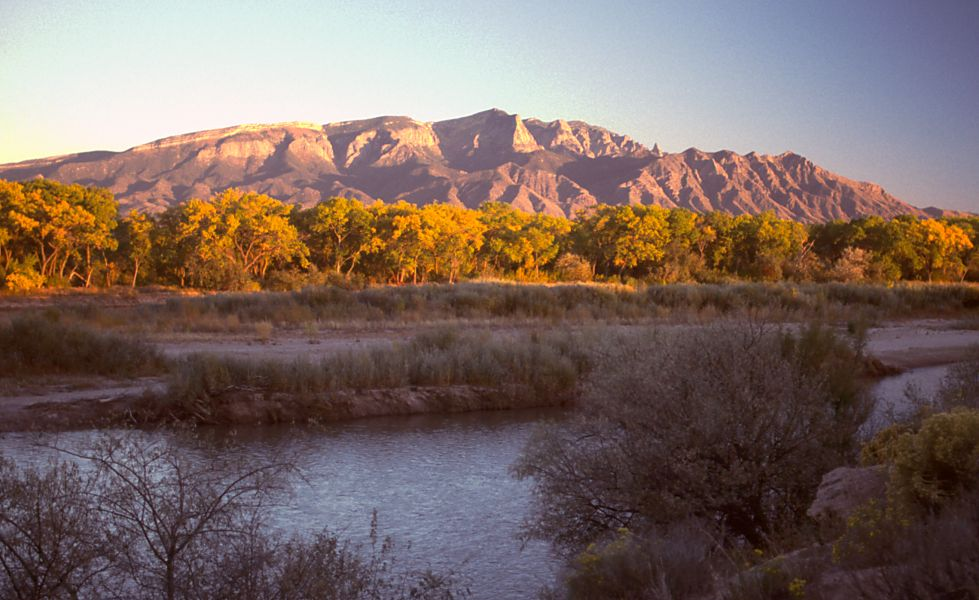

산디아산맥(Sandia Mountains)은 미국 남서부 뉴멕시코주 앨버커키시 바로 동쪽, 베르나릴로군(Bernalillo)과 샌도벌군(Sandoval)에 위치한 산맥이다. 이 산들은 로키 산맥의 남쪽 끝 바로 남쪽에 있으며 산디아-만자노 산맥의 일부이다. 이곳은 주로 시볼라 국유림 내에 있으며 샌디아 산 황야(Sandia Mountain Wilderness)라는 이름으로 보호를 받는다. 가장 높은 지점은 산디아 크레스트(Sandia Crest)로 3,255m(10,678피트)이다.